# Ortaköy, Yeşilyurt
Ortaköy là một xã thuộc huyện Yeşilyurt, tỉnh Malatya, Thổ Nhĩ Kỳ. Dân số thời điểm năm 2011 là 260 người.